# علي بابا (فوهة صدمية)
علي بابا هي فوهة صدمية في نصف الكرة الشمالي من القمر إنسيلادوس التابع لزحل. تم اكتشاف فوهة علي بابا لأول مرة في صور مسبار فوياجر 2. وهي تقع في خط العرض °55.1 درجة شمالاً، وخط الطول °22.3 درجة غرباً، ويبلغ عرضها 39.2 كيلومترًا. يقع بالقرب من فوهة علاء الدين وصمد. تحتوي فوهة علي بابا على قبة كبيرة في داخلها، مما يشير إلى أن الحفرة قد خضعت للاسترخاء اللزج.
سميت هذه الحفرة باسمعلي بابا، البطل من حكاية «علي بابا والأربعين لصوص» في ترجمة السير ريتشارد بيرتون لكتاب ألف ليلة وليلة.
| الفوهة     | القطر (كم) | الإحداثيات                          |
| ---------- | ---------- | ----------------------------------- |
| علي بابا   | 39.2       | 55°07′N 22°20′W / 55.11°N 22.34°W   |
| علاء الدين | 37.4       | 60°41′N 26°40′W / 60.69°N 26.66°W   |
| دنيازاد    | 30.9       | 41°54′N 200°36′W / 41.9°N 200.6°W   |
| سندباد     | 29.1       | 67°00′N 212°04′W / 67°N 212.07°W    |
| غريب       | 26         | 81°07′N 241°09′W / 81.12°N 241.15°W |